# SET
SET (англ. SET nuclear proto-oncogene) – білок, який кодується однойменним геном, розташованим у людей на короткому плечі 9-ї хромосоми.  Довжина поліпептидного ланцюга білка становить 290 амінокислот, а молекулярна маса — 33 489.
| 10         |  | 20         |  | 30         |  | 40         |  | 50         |
| ---------- |  | ---------- |  | ---------- |  | ---------- |  | ---------- |
| MAPKRQSPLP |  | PQKKKPRPPP |  | ALGPEETSAS |  | AGLPKKGEKE |  | QQEAIEHIDE |
| VQNEIDRLNE |  | QASEEILKVE |  | QKYNKLRQPF |  | FQKRSELIAK |  | IPNFWVTTFV |
| NHPQVSALLG |  | EEDEEALHYL |  | TRVEVTEFED |  | IKSGYRIDFY |  | FDENPYFENK |
| VLSKEFHLNE |  | SGDPSSKSTE |  | IKWKSGKDLT |  | KRSSQTQNKA |  | SRKRQHEEPE |
| SFFTWFTDHS |  | DAGADELGEV |  | IKDDIWPNPL |  | QYYLVPDMDD |  | EEGEGEEDDD |
| DDEEEEGLED |  | IDEEGDEDEG |  | EEDEDDDEGE |  | EGEEDEGEDD |  |            |

A: Аланін

D: Аспарагінова кислота

E: Глутамінова кислота

F: Фенілаланін

G: Гліцин

H: Гістидин

I: Ізолейцин

K: Лізин

L: Лейцин

M: Метіонін

N: Аспарагін

P: Пролін

Q: Глутамін

R: Аргінін

S: Серин

T: Треонін

V: Валін

W: Триптофан

Кодований геном білок за функцією належить до шаперонів. 
Задіяний у такому біологічному процесі як взаємодія хазяїн-вірус. 
Білок має сайт для зв'язування з ДНК. 
Локалізований у цитоплазмі, ядрі, ендоплазматичному ретикулумі.